# George Albert McGuire
Pour les articles homonymes, voir George McGuire et McGuire.
George Albert McGuire (7 avril 1871–2 juillet 1955,) est un homme politique canadien de la Colombie-Britannique. Il est député provincial conservateur de la circonscription britanno-colombienne de Vancouver City de 1907 à 1916.
McGuire sert dans le cabinet provincial à titre de Secrétaire provincial et ministre de l'Éducation.

## Biographie
Né à Mount Forest (en) en Ontario, McGuire étudie à l'université du Maryland et reçoit un diplôme en dentisterie en 1892. L'année suivante, il s'installe à Vancouver et pratique son métier jusqu'à sa retraite en 1951. Il est président de la British Columbia Dental Association en 1906.
McGuire meurt à Coquitlam en juillet 1955 à l'âge de 84 ans.